# القضاة (محافظة الطائف)
القضاة قرية سعودية، تتبع مركز القريع التابع لمحافظة الطائف في منطقة مكة المكرمة. تقع جنوب الطائف بمسافة تقارب (170) كم. وفيها مسجد الصحابي الجليل جرير بن عبد الله البجلي.